# Dobratelep
Dobratelep románul: Dobra, falu Romániában, Erdélyben, Fehér megyében.

## Fekvése
Szászsebestől délkeletre fekvő település.

## Története
Dobratelep, Dobra nevét 1854-ben említette először oklevél Dobra néven. 1888-ban Dobra, telep (t) Zsinna, 1909-ben Zsinnadobra, 1913-ban Dobratelep, 1909-ben, 1913-ban  Jina Dobra.
Dobratelep korábban a mai Szeben megyéhez tartozó Zsinna része volt, 1910-ben 287 lakossal, melyből 286 román, 1 magyar volt. 1956-ban vált külön 383 lakossal. 1966-ban 516 lakosából 511 román, 5 magyar volt. 1977-ben 1760 lakosa volt, melyből 1683 román, 61 magyar, 14 német és 1 ukrán volt. 1992-ben 1096 lakosa volt, ebből 1061 román, 26 magyar, 5 cigány volt. A 2002-es népszámláláskor 525 lakosa volt, ebből 517 román, 8 magyar volt.